# Rabot Island
Rabot Island är en ö utanför Antarktiska halvön. Argentina, Chile och Storbritannien gör anspråk på området.